# Населення Антигуа і Барбуди
Населення Антигуа і Барбуди. Чисельність населення країни 2015 року становила 92,436 тис. осіб (198-ме місце у світі). Чисельність остров'ян стабільно збільшується, народжуваність 2015 року становила 15,85 ‰ (123-тє місце у світі), смертність — 5,69 ‰ (173-тє місце у світі), природний приріст — 1,24 % (95-те місце у світі) . 

## Природний рух

### Відтворення
Народжуваність у Антигуа і Барбуді, станом на 2015 рік, дорівнює 15,85 ‰ (123-тє місце у світі). Коефіцієнт потенційної народжуваності 2015 року становив 2,02 дитини на одну жінку (120-те місце у світі).
Смертність у Антигуа і Барбуді 2015 року становила 5,69 ‰ (173-тє місце у світі).
Природний приріст населення в країні 2015 року становив 1,24 % (95-те місце у світі).

### Вікова структура

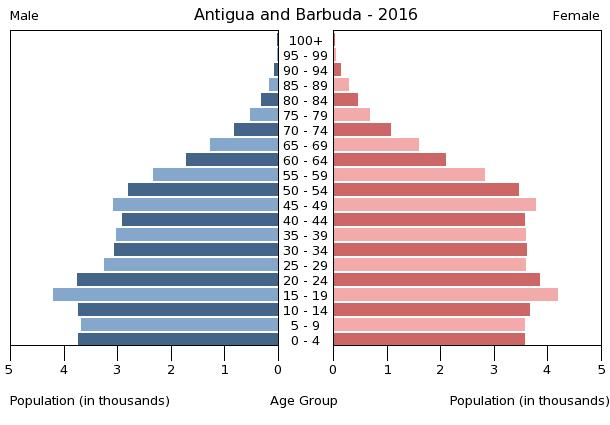
Віково-статева піраміда населення Антигуа і Барбуди, 2016 рік

Середній вік населення Антигуа і Барбуди становить 31,6 року (101-ше місце у світі): для чоловіків — 29,8, для жінок — 33,2 року. Очікувана середня тривалість життя 2015 року становила 76,33 року (87-ме місце у світі), для чоловіків — 74,23 року, для жінок — 78,53 року.
Вікова структура населення Антигуа і Барбуди, станом на 2015 рік, виглядає таким чином:
- діти віком до 14 років — 23,85 % (11 203 чоловіки, 10 847 жінок);
- молодь віком 15—24 роки — 16,89 % (7751 чоловік, 7861 жінка);
- дорослі віком 25—54 роки — 42,47 % (17 939 чоловіків, 21 319 жінок);
- особи передпохилого віку (55—64 роки) — 9,23 % (3859 чоловіків, 4671 жінка);
- особи похилого віку (65 років і старіші) — 7,56 % (3004 чоловіки, 3981 жінка)[1].

## Розселення
Густота населення країни 2015 року становила 208,7 особи/км² (69-те місце у світі). 97 % населення країни проживає на острові Антигуа, майже все населення Барбуди проживає в містечку Кодрінгтон.

### Урбанізація
Антигуа і Барбуда середньоурбанізована країна. Рівень урбанізованості становить 23,8 % населення країни (станом на 2015 рік), темпи зменшення частки міського населення — 0,95 % (оцінка тренду за 2010—2015 роки).
Головні міста держави: Сент-Джонс (столиця) — 22,0 тис. осіб (дані за 2014 рік).

### Міграції
Річний рівень імміграції 2015 року становив 2,21 ‰ (47-ме місце у світі). Цей показник не враховує різниці між законними і незаконними мігрантами, між біженцями, трудовими мігрантами та іншими.
Антигуа і Барбуда є членом Міжнародної організації з міграції (IOM).

## Расово-етнічний склад
| Етнічний склад (2011 рік) | Етнічний склад (2011 рік) | Етнічний склад (2011 рік) | Етнічний склад (2011 рік) | Етнічний склад (2011 рік) |
| ------------------------- | ------------------------- | ------------------------- | ------------------------- | ------------------------- |
| Етнос:                    |                           |                           | Відсоток:                 |                           |
| темношкірі                | темношкірі                |                           | 87.3%                     | 87.3%                     |
| мішаного походження       | мішаного походження       |                           | 4.7%                      | 4.7%                      |
| іспанці                   | іспанці                   |                           | 2.7%                      | 2.7%                      |
| білі                      | білі                      |                           | 1.6%                      | 1.6%                      |
| інші                      | інші                      |                           | 3.5%                      | 3.5%                      |

Головні етноси країни: темношкірі — 87,3 %, мішаного походження — 4,7 %, іспанці — 2,7 %, білі — 1,6 %, інші — 3,5 % населення (оціночні дані за 2011 рік).

## Мови
| Мови Антигуа і Барбуди (2015 рік) | Мови Антигуа і Барбуди (2015 рік) | Мови Антигуа і Барбуди (2015 рік) | Мови Антигуа і Барбуди (2015 рік) | Мови Антигуа і Барбуди (2015 рік) |
| --------------------------------- | --------------------------------- | --------------------------------- | --------------------------------- | --------------------------------- |
| Мова:                             |                                   |                                   | Відсоток:                         |                                   |
| англійська                        | англійська                        |                                   | %                                 | %                                 |
| антигуанська креольська           | антигуанська креольська           |                                   | %                                 | %                                 |

Офіційна мова: англійська. Інші поширені мови: антигуанська креольська.

## Релігії
| Релігії в Антигуа і Барбуді (2011 рік) | Релігії в Антигуа і Барбуді (2011 рік) | Релігії в Антигуа і Барбуді (2011 рік) | Релігії в Антигуа і Барбуді (2011 рік) | Релігії в Антигуа і Барбуді (2011 рік) |
| -------------------------------------- | -------------------------------------- | -------------------------------------- | -------------------------------------- | -------------------------------------- |
| Віросповідання:                        |                                        |                                        | Відсоток:                              |                                        |
| протестанти                            | протестанти                            |                                        | 68.3%                                  | 68.3%                                  |
| католики                               | католики                               |                                        | 8.2%                                   | 8.2%                                   |
| інші                                   | інші                                   |                                        | 12.2%                                  | 12.2%                                  |
| агностики                              | агностики                              |                                        | 5.5%                                   | 5.5%                                   |
| атеїсти                                | атеїсти                                |                                        | 5.9%                                   | 5.9%                                   |

Головні релігії й вірування, які сповідує, і конфесії та церковні організації, до яких відносить себе населення країни: протестантизм — 68,3 % (англіканство — 17,6 %, адвентизм — 12,4 %, п'ятидесятництво — 12,2 %, чеські брати — 8,3 %, методизм — 5,6 %, рух святості — 4,5 %, Церква Бога — 4,1 %, баптизм — 3,6 %), римо-католицтво — 8,2 %, інші — 12,2 %, не визначились — 5,5 %, не сповідують жодної — 5,9 % (станом на 2011 рік).

## Освіта
Рівень письменності 2012 року становив 99 % дорослого населення (віком від 15 років, які закінчили початкову школу): 98,4 % — серед чоловіків, 99,4 % — серед жінок.
Державні витрати на освіту становлять 2,6 % ВВП країни, станом на 2009 рік (159-те місце у світі). Середня тривалість освіти становить 14 років, для хлопців — до 13 років, для дівчат — до 15 років (станом на 2012 рік).

## Охорона здоров'я
Забезпеченість лікарняними ліжками у стаціонарах 2011 року — 2,1 ліжка на 1000 мешканців (станом на 2011 рік). Загальні витрати на охорону здоров'я 2014 року становили 5,5 % ВВП країни (134-те місце у світі).
Смертність немовлят до 1 року, станом на 2015 рік, становила 12,87 ‰ (117-те місце у світі); хлопчиків — 14,82 ‰, дівчаток — 10,82 ‰.

### Захворювання
Станом на серпень 2016 року в країні зареєстровано випадки зараження вірусом Зіка через укуси комарів Aedes, переливання крові, статевим шляхом, під час вагітності.
Кількість хворих на СНІД невідома, дані про відсоток інфікованого населення в репродуктивному віці 15—49 років відсутні. Дані про кількість смертей від цієї хвороби за 2014 рік відсутні.
Частка дорослого населення з високим індексом маси тіла 2014 року становила 31 % (52-ге місце у світі).

### Санітарія
Доступ до облаштованих джерел питної води 2015 року мало 97,9 % населення в містах і 97,9 % в сільській місцевості; загалом 97,9 % населення країни. Відсоток забезпеченості населення доступом до облаштованого водовідведення (каналізація, септик): в містах — 91,4 %, в сільській місцевості — 91,4 %, загалом по країні — 91,4 % (станом на 2015 рік). Споживання прісної води, станом на 2005 рік, дорівнює 0,01 км³ на рік, або 97,67 тонни на одного мешканця на рік: з яких 63 % припадає на побутові, 21 % — на промислові, 15 % — на сільськогосподарські потреби.

## Соціально-економічне становище
Співвідношення осіб, що в економічному плані залежать від інших, до осіб працездатного віку (15—64 роки) загалом становить 45,7 % (станом на 2015 рік): частка дітей — 35,2 %; частка осіб похилого віку — 10,4 %, або 9,6 потенційно працездатного на 1 пенсіонера. Загалом ці показники характеризують рівень затребуваності державної допомоги в секторах освіти, охорони здоров'я і пенсійного забезпечення, відповідно. Дані про відсоток населення країни, що перебуває за межею бідності, відсутні. Дані про розподіл доходів домогосподарств у країні відсутні.
Станом на 2012 рік, у країні 9,3 тис. осіб не мали доступу до електромереж; 91 % населення має доступ, у містах цей показник дорівнює 100 %, у сільській місцевості — 80 %. Рівень проникнення інтернет-технологій високий. Станом на липень 2015 року в країні налічувалось 60 тис. унікальних інтернет-користувачів (174-те місце у світі), що становило 65,2 % загальної кількості населення країни.

### Трудові ресурси
Загальні трудові ресурси 1991 року становили 30 тис. осіб (205-те місце у світі). Зайнятість економічно активного населення у господарстві країни розподіляється таким чином: аграрне, лісове і рибне господарства — 7 %; промисловість і будівництво — 11 %; сфера послуг — 82 % (1983). Безробіття 2014 року дорівнювало 11 % працездатного населення (126-те місце у світі).

## Кримінал

### Наркотики

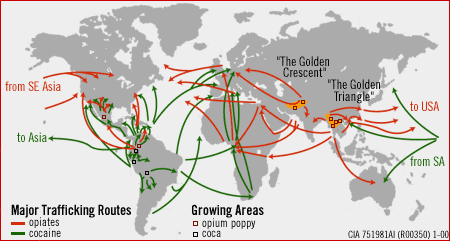
Світові маршрути наркотрафіку

Через країну проходять незначні потоки наркотрафіку до США і Європи.

### Торгівля людьми
Згідно зі щорічною доповіддю про торгівлю людьми (англ. Trafficking in Persons Report) Управління з моніторингу та боротьби з торгівлею людьми Державного департаменту США, уряд Антигуа і Барбуди докладає значних зусиль у боротьбі з явищем примусової праці, сексуальної експлуатації, незаконною торгівлею внутрішніми органами, але законодавство відповідає мінімальним вимогам не в повній мірі, країна перебуває у списку другого рівня.

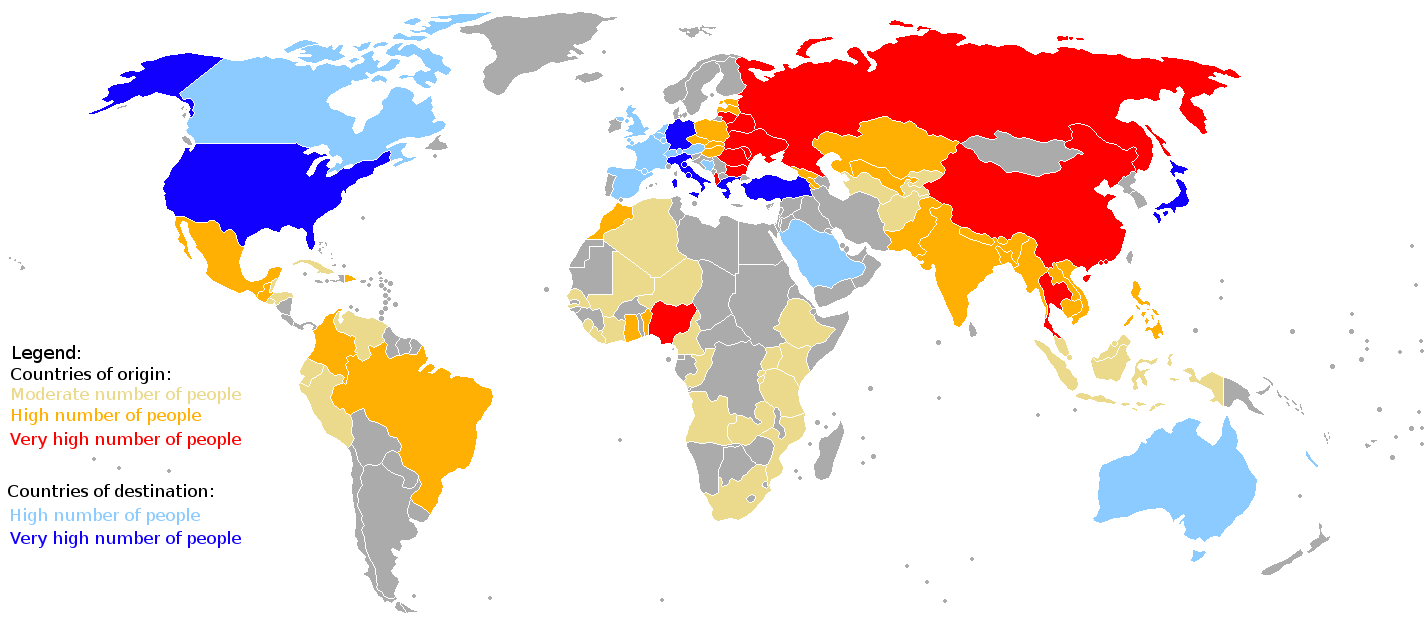
Країни-донори (червоний) і країни-реципієнти кримінальних потоків  (англ.)
Глобальна боротьба з торгівлею людьми (англ.)

## Гендерний стан
Статеве співвідношення (оцінка 2015 року):
- при народженні — 1,05 особи чоловічої статі на 1 особу жіночої;
- у віці до 14 років — 1,03 особи чоловічої статі на 1 особу жіночої;
- у віці 15—24 років — 0,99 особи чоловічої статі на 1 особу жіночої;
- у віці 25—54 років — 0,84 особи чоловічої статі на 1 особу жіночої;
- у віці 55—64 років — 0,83 особи чоловічої статі на 1 особу жіночої;
- у віці за 64 роки — 0,76 особи чоловічої статі на 1 особу жіночої;
- загалом — 0,9 особи чоловічої статі на 1 особу жіночої[1].

## Демографічні дослідження
Демографічні дослідження у країні ведуться рядом державних і наукових установ:

### Українською
- Атлас. 10—11 клас. Економічна і соціальна географія світу / упорядники :  О. Я. Скуратович, Н. І. Чанцева. — К. : ДНВП «Картографія», 2010. — ISBN 978-966-475-639-3.
- Атлас світу / голов. ред. І. С. Руденко ; зав. ред. В. В. Радченко ; відп. ред. О. В. Вакуленко. — К. : ДНВП «Картографія», 2005. — 336 с. — ISBN 9666315467.
- Безуглий В. В. Економічна і соціальна географія зарубіжних країн : Навчальний посібник. — К. : ВЦ «Академія», 2007. — 704 с. — ISBN 978-966-580-239-6.
- Безуглий В. В., Козинець С. В. Регіональна економічна і соціальна географія світу : Навчальний посібник. — видання 2-ге, доп., перероб. — К. : ВЦ «Академія», 2007. — 688 с. — ISBN 966-580-144-9.
- Головченко В. І., Кравчук О. Країнознавство: Азія, Африка, Латинська Америка, Австралія і Океанія. — К., 2006. — 335 с. — ISBN 966-8939-04-2.
- Гудзеляк І. І. Географія населення: Навчальний посібник / І. Гудзеляк. — Л. : Видавничий центр ЛНУ імені Івана Франка, 2008. — 232 с. — ISBN 978-966-613-599-8.
- Дахно І. І. Країни світу: Енциклопедичний довідник / І. І. Дахно, С. М. Тимофієв. — К. : Мапа, 2011. — 606 с. — (Бібліотека нового українця) — ISBN 978-966-8804-23-6.
- Дахно І. І. Економічна географія зарубіжних країн : навчальний посібник. — К. : Центр учбової літератури, 2014. — 319 с. — ISBN 978-611-01-0682-5.
- Джаман В. О. Регіональні системи розселення: демографічні аспекти. — Чернівці : Рута, 2003. — 392 с. — ISBN 9665685988.
- Дорошенко Л. С. Демографія: Навчальний посібник. — К. : МАУП, 2005. — 112 с. — ISBN 966-608-442-2.
- Дубович І. А. Країнознавчий словник-довідник. — 5-те вид., перероб. і доп. — К. : Знання, 2008. — 839 с. — ISBN 978-966-346-330-8.
- Економічна і соціальна географія країн світу. Навчальний посібник / За ред. Кузика С. П. — Л. : Світ, 2002. — 672 с. — ISBN 966-603-178-7.
- Загальна медична географія світу / В. О. Шевченко [та ін.] — К. : [б.в.], 1998. — 178 с.
- Книш М. М., Мамчур О. І. Регіональна економічна і соціальна географія світу (Латинська Америка та Карибські країни, Африка, Азія, Океанія) : навч. посіб. — Л. : ЛНУ ім. Івана Франка, 2013. — 368 с. — ISBN 978-617-10-0007-0.
- Крисаченко В. С. Динаміка населення: Популяційні, етнічні та глобальні виміри. — К. : Видавництво Національного інституту стратегічних досліджень, 2005. — 368 с. — ISBN 966-554-083-1.
- Кузик С. П., Книш М. М. Економічна і соціальна географія країн Америки : навч. посіб. — Л. : ЛНУ ім. Івана Франка, 1999. — 299 с. — ISBN 966-613-026-2.
- Любіцева О. О., Мезенцев К. В., Павлов С. В. Географія релігій. — К. : АртЕК, 1999. — 504 с. — ISBN 966-505-006-0.
- Масляк П. О. Країнознавство. — К. : Знання, 2007. — 292 с. — (Вища освіта XXI століття)
- Масляк П. О., Дахно І. І. Економічна і соціальна географія світу / П. О. Масляк, І. І. Дахно ; за ред. П. О. Масляка. — К. : Вежа, 2003. — 280 с. — ISBN 966-7091-53-8.

### Російською
- (рос.) Антигуа и Барбуда // Демографический энциклопедический словарь / главн. ред. Валентей Д. И. — М. : Советская энциклопедия, 1985. — 608 с.
- (рос.) Антигуа и Барбуда // Латинская Америка. Энциклопедический справочник [в 2-х тт.] / Главный редактор В. В. Вольский. — М. : Советская энциклопедия, 1979. — Т. 1. А-К. — 576 с.
- (рос.) Антигуа и Барбуда // Страны и народы. Америка. Общий обзор Латинской Америки. Средняя Америка / Редкол. : отв. ред. В. В. Вольский, Я. Г. Машбиц и др. — М. : «Мысль», 1981. — 333 с. — (Страны и народы) — 180 тис. прим.
- (рос.) Атлас народов мира / Отв. ред. С. И. Брук и В. С. Апенченко. — М. : ГУГК ГГК СССР и Институт этнографии им. Н. Н. Миклухо-Маклая АН СССР, 1964. — 185 с. — 20 тис. прим.
- (рос.) Численность и расселение народов мира. Этнографические очерки / под ред. С. И. Брука. — М. : Издательство АН СССР, 1962. — 487 с.
- (рос.) Лаппо Г. М. География городов: Учебное пособие для географических факультетов вузов. — М. : Туманит, изд. центр ВЛАДОС, 1997. — 476 с. — ISBN 5-691-00047-0.
- (рос.) Ягельский А. География населения. — М. : Прогресс, 1980. — 383 с.